# جوهانس ريان
جوهانس ريان (بالنرويجية البوكمول: Johs. Rian)‏ هو رسام نرويجي، ولد في 17 مايو 1891، وتوفي في 10 ديسمبر 1981 في أوسلو في النرويج.